# Липинский, Анатолий Иванович
Анато́лий Ива́нович Липи́нский (род. 7 июня 1959, Ногинск Московской обл.) — российский военно-морской деятель, контр-адмирал.

## Биография
В 1981 году окончил Каспийское высшее военно-морское училище имени С. М. Кирова и был направлен служить на Северный флот, где проходил службу на кораблях в должностях командира штурманской боевой части (1981—1983), помощника командира (1983—1985) и командира (1985—1990) малого противолодочного корабля. После окончания в 1993 году Военно-морской академии имени Адмирала Флота Советского Союза Н. Г. Кузнецова проходил службу в бригаде ракетных кораблей Камчатской флотилии Тихоокеанского флота командиром сторожевого корабля «Ретивый» (1993—1994), старшим помощником командира (1994—1995) и командиром (1995—1998) ракетного крейсера «Червона Украина», переименованного в 1994 году в гвардейский ракетный крейсер «Варяг».
В 1996 году за успехи в боевой подготовке досрочно присвоено очередное воинское звание капитан 1 ранга. В 1997 году гвардейский ракетный крейсер «Варяг» был удостоен приза Главнокомандующего ВМФ как лучший ракетный крейсер ВМФ.
В 1998—2001 годах — начальник штаба 36-й дивизии надводных кораблей, в 2001—2004 годах — командир 100-й бригады десантных кораблей, в сентябре 2004—2006 годах — командир Совгаванского военно-морского района Тихоокеанского флота, с 9 октября 2006 по 2009 год — командир Ленинградской военно-морской базы Балтийского флота. С 17 июля 2009 года — командир Новороссийской военно-морской базы Черноморского флота.
В 2010 году окончил заочно Санкт-Петербургскую юридическую академию.
21 сентября 2010 года указом Президента РФ освобождён от должности командира Новороссийской военно-морской базы Черноморского флота и уволен с военной службы.

## Награды
- Орден «За военные заслуги»
- Медаль ордена «За заслуги перед Отечеством» 2-й степени
- Медаль Ушакова (30.10.2007[3])
- Юбилейная медаль «300 лет Российскому флоту»
- Медаль «В память 850-летия Москвы»
- Медаль «В память 300-летия Санкт-Петербурга»
- Юбилейная медаль «70 лет Вооружённых Сил СССР»
- Медаль «За воинскую доблесть» 1-й степени
- Медаль «Адмирал Флота Советского Союза Кузнецов»
- Медаль «Адмирал Флота Советского Союза Горшков»
- Медаль «За укрепление боевого содружества»
- Медаль «300 лет Балтийскому флоту»
- Медаль «200 лет Министерству обороны»
- Медаль «За отличие в военной службе» 1-й степени
- Медаль «За безупречную службу» 2-й степени
- Медаль «За безупречную службу» 3-й степени

## Семья
В 1983 году зарегистрировал брак с Зубковой Ольгой Валентиновной. Имеет двух сыновей (Максим и Павел) и дочь (Светлана).